# Butrint

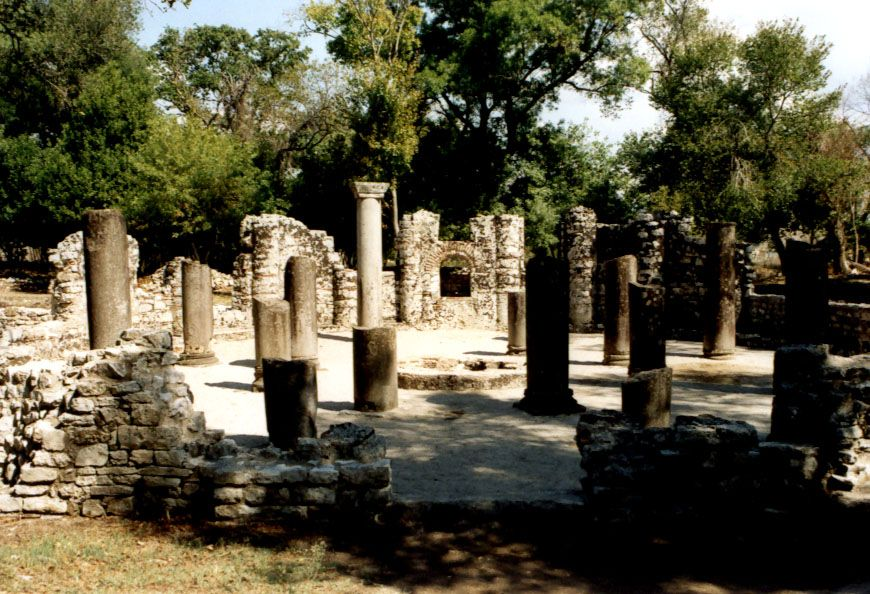
Baptisterium van Butrint

Butrint (Albanees: Butrint, bepaalde vorm Butrinti; Grieks: Βουθρωτόν, Bouthrotón; Latijn: Buthrotum; Italiaans: Butrinto) is een oude Griekse stad en een archeologische vindplaats in het uiterste zuiden van Albanië, in Sarandë (stad, bashki), aan de Ionische Zee. Het Griekse eiland Korfoe ligt voor deze plaats en de Albanese havenplaats Sarandë ligt ongeveer 20 kilometer noordelijk van deze plaats, van waaruit het relatief makkelijk te bereiken is. In de oudheid was het bekend als Βουθρωτόν (Bouthroton) of Βουθρώτιος (Bouthrotios) in het Oud-Grieks en Buthrotum in het Latijn.
Oorspronkelijk was Butrint waarschijnlijk een Illyrische stad in Epirus, later werd het overheerst door Rome, Byzantium en korte tijd ook door Venetië.
Butrint is een belangrijke archeologische plaats met monumenten uit de Griekse,
Romeinse, Byzantijnse en Venetiaanse tijd. Het belangrijkste archeologische object van de stad, het marmeren hoofd van de godin van Butrint uit de 2e eeuw v.Chr. is naar Tirana overgebracht.
Onder andere de akropolis bij Butrint is zeer goed bewaard gebleven.
Tijdens de 16e sessie van de Commissie voor het Werelderfgoed (1992) werd Butrint op de werelderfgoedlijst geplaatst. In 1999 en 2007 werd de beschrijving uitgebreid; de kernzone van het werelderfgoed is nu 3980 hectare groot, de bufferzone 4611 hectare, samen bijna 86 vierkante kilometer.

## Bezienswaardigheden in of bij Butrint
- Akropolis
- Basiliek uit de zesde eeuw
- Kapel uit de vijfde eeuw
- Middeleeuws Venetiaans kasteel, thans museum
- Romeins bad
- Stadspoort (de leeuwenpoort genaamd)
- Venetiaans kasteel
- Amfitheater met op de muren bewaard gebleven inscripties, grotendeels over vrijlatingen van slaven[1]